# Classe Akula
La classe Akula o Progetto 971 Ščuka-B (in cirillico: Проект 971 Щу́ка-Б, nome in codice NATO: Akula I) è una classe di sottomarini d'attacco a propulsione nucleare (SSN) di fabbricazione sovietica entrata in servizio a partire dagli anni Ottanta ed il cui nome in codice è divenuto, in Occidente, più noto dell'originale denominazione di progetto.
Progettati per attaccare unità navali avversarie sia subacquee che di superficie, grazie ad aggiornamenti successivi implementati dagli anni Novanta, sono in grado di neutralizzare anche installazioni costiere. Sviluppati in più serie, l'ultima in ordine cronologico è la Akula III (in cirillico: Проект 971M Щу́ка-Б) di cui il Gepard è l'unico esemplare completato ed introdotto in servizio nel 2001.
Dei 18 battelli commissionati, al 2022 ne risultano attivi 10, due dei quali, il Nerpa (dal 2011-2021) ed il Magadan (a partire dal 2022) ceduti in leasing alla Marina militare indiana.

## Sviluppo
Lo sviluppo del Progetto 971 iniziò nel 1976, quando i responsabili della pianificazione militare sovietica si resero conto che le infrastrutture industriali esistenti erano inadeguate a produrre (a costi ragionevoli) le enormi quantità di titanio necessarie per la costruzione dei sommergibili classe Sierra (Progetto 945). Il risultato di questo sviluppo fu un sottomarino con lo scafo in acciaio, di prestazioni paragonabili ai classe Sierra, ma notevolmente più economico da costruire e da mantenere. In Occidente sono conosciuti con il nome di classe Akula.
Le versioni sviluppate sono:
- Progetto 971 Ščuka-B (nome in codice NATO: Akula I): si tratta della versione di base. I dati tecnici si riferiscono a quella.
- Progetto 971I Ščuka-B (nome in codice NATO: Improved Akula): si tratta di una versione migliorata entrata in servizio a partire dal 1991. Le modifiche più evidenti riguardano l'armamento: i tubi da 533 mm sono sei invece di quattro.
- Progetto 971U/971M Ščuka-B (nome in codice NATO: Akula II/III): si tratta della versione finale di questo sottomarino. I battelli appartenenti a questa versione sono più lunghi, rispetto alla versione base, di circa 3,5 metri: questo perché sono dotati di un particolare sistema di propulsione silenziosa. Questo fa aumentare il dislocamento (probabilmente superano le 12.000 tonnellate in immersione). Anche questi sono caratterizzati dall'armamento migliorato tipico del progetto 971U. L'autonomia, inoltre, raggiunge i 100 giorni.

## Tecnica

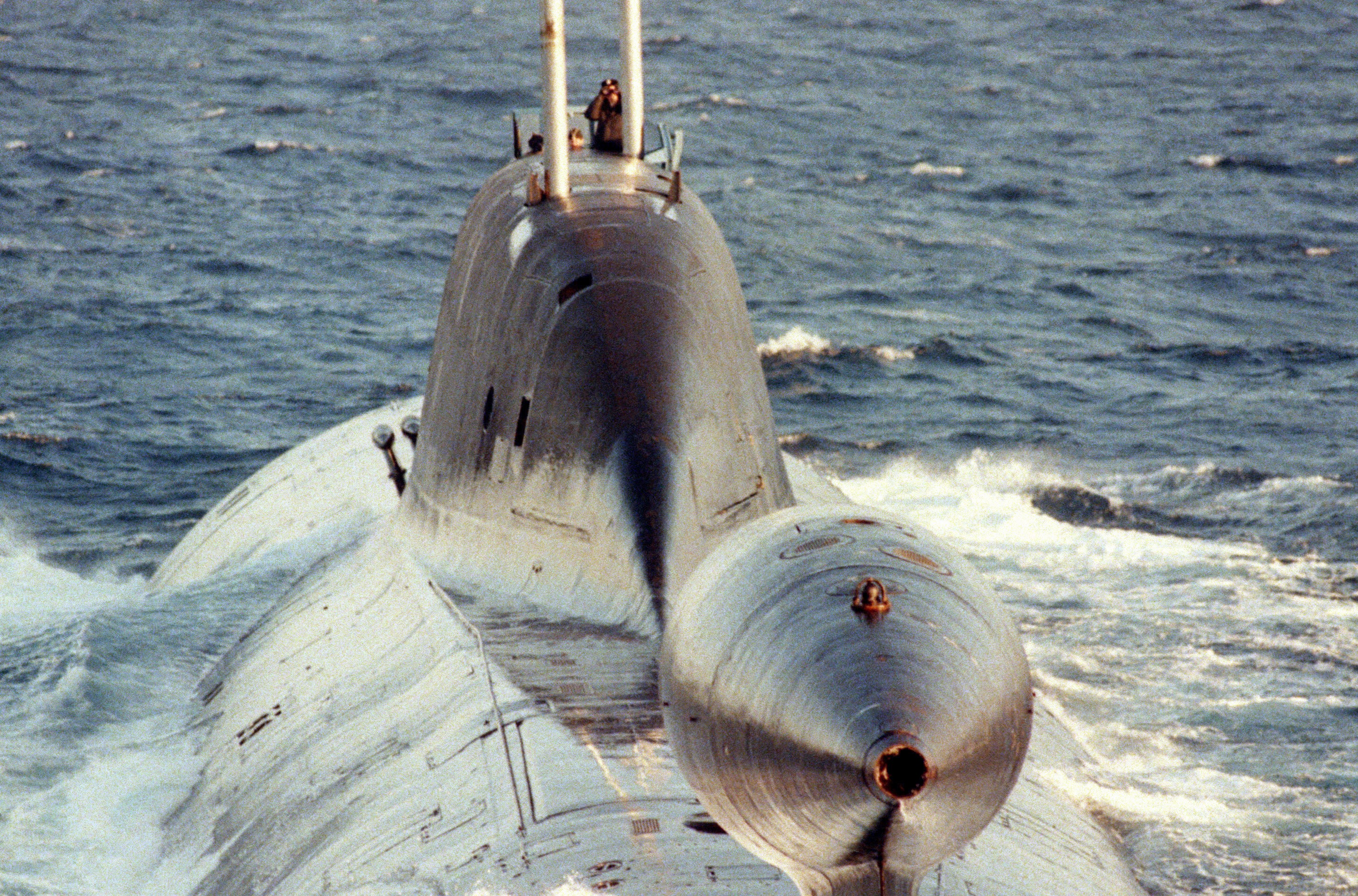
Vista posteriore: si notano il profilo idrodinamico e il bulbo posteriore che alloggia alcuni strumenti.

I sottomarini della classe Akula hanno il doppio scafo in acciaio amagnetico. I due scafi sono più distanziati del normale: questo consente, in caso di incidente, di evitare il più possibile i danni allo scafo interno. Questo è diviso in otto compartimenti. I sottomarini classe Akula sono costruiti con materiali e tecnologie pensate appositamente per la riduzione dei rumori: questo rende minima la traccia acustica e permette una maggiore capacità di sopravvivenza del battello.
La propulsione è assicurata da un reattore nucleare OK-650B da 190 MW (100'000 hp), che consente una velocità di 20 nodi in emersione e 35 in immersione. In caso di emergenza, la propulsione è assicurata da due motori ausiliari diesel da 560 kW (750 hp), che consentono una velocità massima di 3-4 nodi. L'autonomia è di 80 giorni (100 nel caso degli Akula II).

## Armamento
L'armamento di questi sottomarini è efficace contro bersagli sia di superficie, sia subacquei. La versione base ha 8 tubi lanciasiluri (4 da 533 mm e 4 da 650 mm), mentre le versioni successive ne hanno 10 (6 da 533 mm e 4 da 650 mm). In caso di necessità, i tubi da 650 mm possono essere utilizzati con gli armamenti previsti per quelli da 533 mm. La dotazione antinave comprende 28 missili SS-N-15 Starfish e SS-N-16 Stallion, oltre a siluri di vario tipo.
Gli SS-N-15 possono essere lanciati dai tubi da 533 ed hanno una gittata di 45 km, mentre per gli SS-N-16 sono necessari quelli da 650 mm, e raggiungono i 100 km. Entrambi i tipi possono essere armati anche con una testata nucleare.
La capacità di colpire obiettivi terrestri è assicurata da 12 missili da crociera Granat (nome in codice NATO: SS-N-21 Sampson), in grado di raggiungere obiettivi a 3.000 km di distanza. Possono essere equipaggiati con una testata nucleare da 200 kT, e l'accuratezza (CEP: cerchio di errore probabile) è di 150 metri.
Inoltre, questo sottomarino (caso quasi unico, oltre attualmente agli scafi della classe Kilo, sicuramente quelli non destinati all'esportazione) è munito anche di una capacità antiaerea: infatti, è equipaggiato con un lanciatore portatile per missili Strela SA-N-8 (la dotazione è di 18 missili).

## Unità

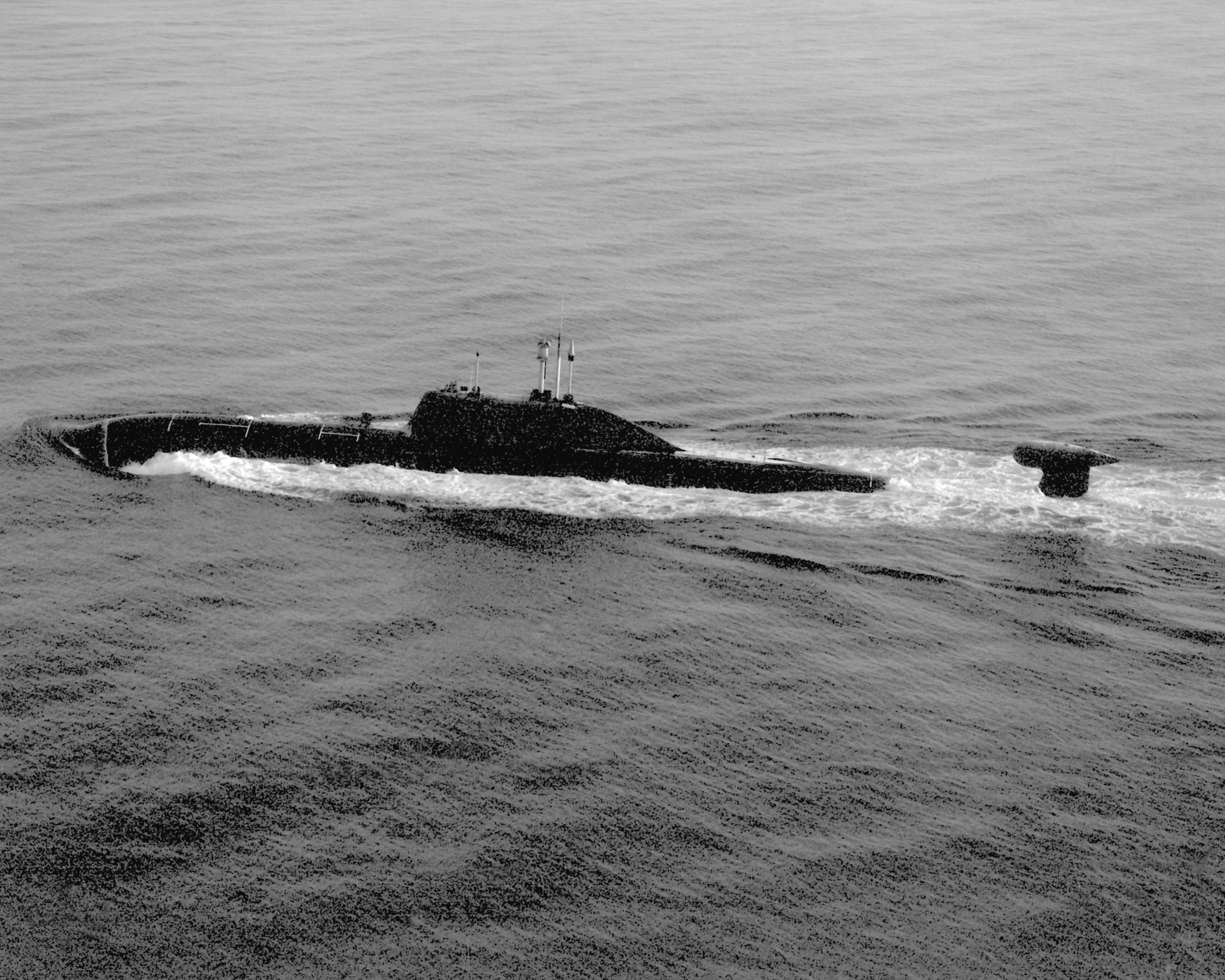
Uno Ščuka in navigazione nel 1990.

Oggi questi sottomarini sono in servizio sia nella Flotta del Pacifico (10ª Divisione subacquea a Rybach'e, nei pressi di Petropavlovsk-Kamčatskij), sia nella Flotta del Nord (24ª Divisione subacquea, di stanza a Gadžievo nella penisola di Kola). Si tratta di una classe piuttosto numerosa:
| Nome                  | Impostazione      | Varo              | Entrata in servizio | Flotta        | Disarmo       | Stato          | Note                                           |
| Akula I (971)         | Akula I (971)     | Akula I (971)     | Akula I (971)       | Akula I (971) | Akula I (971) | Akula I (971)  | Akula I (971)                                  |
| --------------------- | ----------------- | ----------------- | ------------------- | ------------- | ------------- | -------------- | ---------------------------------------------- |
| K-284 Akula:          | 11 novembre 1983  | 22 luglio 1984    | 30 dicembre 1984    | del Pacifico  | 1998          | Fuori servizio | Demolito nel 2008                              |
| K-263 Barnaul         | 9 maggio 1985     | 28 maggio 1986    | 30 dicembre 1987    | del Pacifico  | -             | Fuori servizio | Demolito nel 2019                              |
| K-322 Kašalot         | 5 settembre 1986  | 18 luglio 1987    | 30 dicembre 1988    | del Pacifico  | -             | Fuori servizio | Demolito nel 2020                              |
| K-480 Ak Bars         | 22 febbraio 1985  | 16 aprile 1988    | 29 dicembre 1988    | del Nord      | 2002          | Fuori servizio | Demolito nel 2010                              |
| K-391 Bratsk          | 23 febbraio 1988  | 14 aprile 1989    | 29 dicembre 1989    | del Pacifico  | -             | Fuori servizio | Dismesso nel 2022                              |
| K-317 Pantera         | 6 novembre 1986   | 21 maggio 1990    | 27 dicembre 1990    | del Nord      | -             | Attivo         |                                                |
| K-331 Magadan         | 28 dicembre 1989  | 23 giugno 1990    | 31 dicembre 1990    | -             | -             | Attivo         | Leasing alla Marina indiana a partire dal 2022 |
| Improved Akula (971I) |                   |                   |                     |               |               |                |                                                |
| K-461 Volk            | 14 novembre 1987  | 11 giugno 1991    | 29 dicembre 1991    | del Nord      | -             | Attivo         |                                                |
| K-328 Leopard         | 26 ottobre 1988   | 28 giugno 1992    | 30 dicembre 1992    | del Nord      | -             | Attivo         | Ammodernamento in fase conclusiva              |
| K-419 Kuzbass         | 28 luglio 1991    | 18 maggio 1992    | 31 dicembre 1992    | del Pacifico  | -             | Attivo         |                                                |
| K-154 Tigr            | 10 settembre 1989 | 26 giugno 1993    | 29 dicembre 1993    | del Nord      | -             | Attivo         |                                                |
| K-295 Samara          | 7 novembre 1993   | 15 agosto 1994    | 17 luglio 1995      | del Pacifico  | -             | Attivo         | Ammodernamento in corso                        |
| K-152 Nerpa           | 1993              | 24 giugno 2006    | 29 dicembre 2009    | -             | -             | Attivo         | Noleggio presso la Marina Indiana concluso     |
| K? Irbis              | 1994              | -                 | -                   | -             | -             | Cancellato     |                                                |
| Akula II (971U)       |                   |                   |                     |               |               |                |                                                |
| K-157 Vepr'           | 13 luglio 1990    | 10 dicembre 1994  | 25 novembre 1995    | del Nord      | -             | Attivo         | Modernizzato nel 2020                          |
| Akula III (971M)      |                   |                   |                     |               |               |                |                                                |
| K-335 Gepard:         | 23 settembre 1991 | 17 settembre 1999 | 3 gennaio 2001      | del Nord      | -             | Attivo         |                                                |
| K-337 Kuguar          | 18 agosto 1992    | -                 | -                   | -             | -             | Cancellato     |                                                |
| K-333 Rys':           | 31 agosto 1993    | -                 | -                   | -             | -             | Cancellato     |                                                |

## Incidente del 2008 al Nerpa
Il 27 ottobre 2008, il sottomarino K-152 Nerpa della flotta del Pacifico stava effettuando attività in mare nel Mar del Giappone in previsione della consegna alla marina militare indiana. L'8 novembre, durante le prove, vi è stata una attivazione accidentale del sistema antincendio di prua, funzionante con gas halon. In pochi secondi, il gas antincendio ha preso il posto di tutta l'aria respirabile nel compartimento e sono morte per asfissia 20 persone (17 civili e 3 marinai), rimaste nei locali che i sistemi di sicurezza hanno erroneamente bloccato a tenuta stagna prima dell'evacuazione. Dozzine di altri imbarcati hanno avuto ustioni da halon e sono stati evacuati in un porto non precisato nel Territorio del Litorale. Si è trattato del peggior incidente per la marina russa dopo la perdita del sottomarino K-141  Kursk nel 2000. Nell'incidente, il sottomarino Nerpa non ha subito danni di rilievo e non vi sono state fughe radioattive.